# トヨタシグナス
トヨタシグナス（TOYOTA Cygnus）は、日本の女子アイスホッケーチーム。北海道苫小牧市を本拠地とする。
同市に本社を置くトヨタ自動車北海道及び関連会社の支援を得て活動している。

## 歴史
- 2000年、創部[2]。
- 2010年、中沢優がトヨタ自動車北海道入社し初の社員選手となった[3]。

## メンバー

### スタッフ
- 監督：

### 過去の主な所属選手
- 中奥梓